# Tijmblauwtje
Het tijmblauwtje  (Maculinea arion, ook wel in de geslachten Glaucopsyche en Phengaris geplaatst) is een vlinder uit de familie Lycaenidae (kleine pages, vuurvlinders en blauwtjes).

## Kenmerken
De vleugel heeft een lengte van ongeveer 20 millimeter en is blauw gekleurd met donkere vlekken.

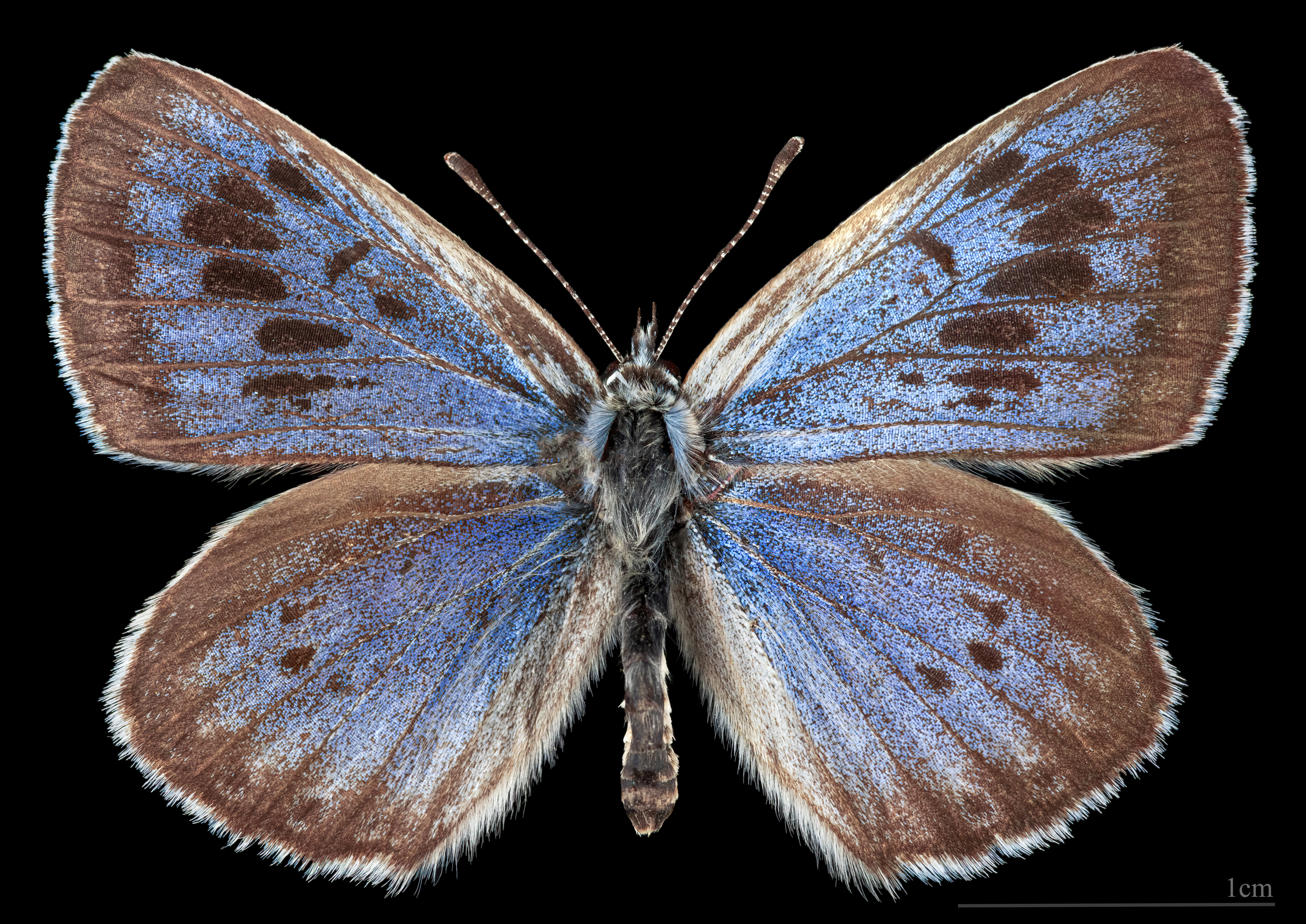
Phengaris arion ♂
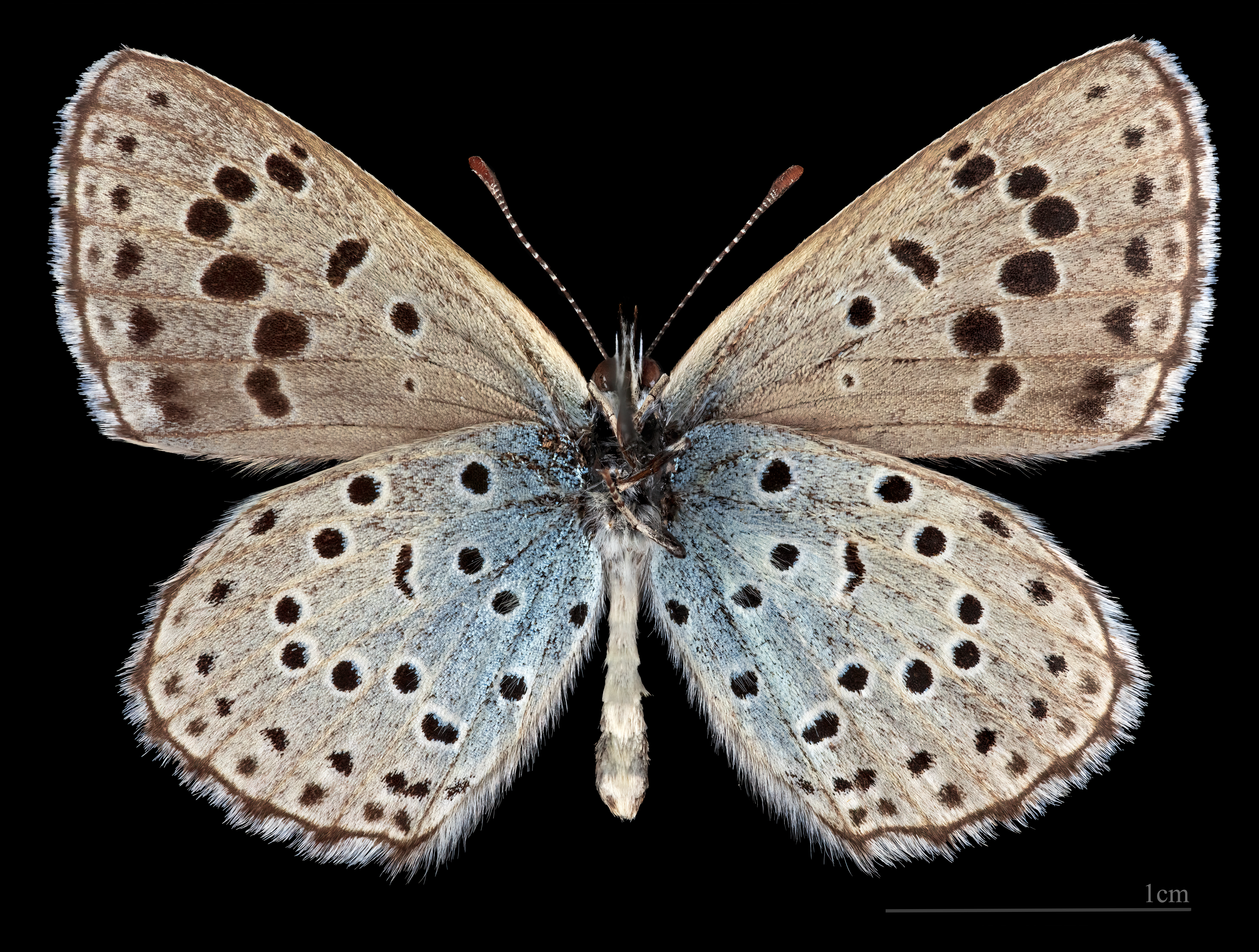
Phengaris arion ♂  △

## Leefwijze
De waardplant van het tijmblauwtje is tijm of echte marjolein. De rupsen eten slechts korte tijd van de plant, waarna ze de plant verlaten en zich door bepaalde mierensoorten laten meevoeren naar een mierennest. Daar voeden ze zich met de eitjes en de larven van de mieren. Als tegenprestatie scheiden de rupsen een zoet vocht af uit honingklieren. De rupsen overwinteren en verpoppen zich in het nest.

## Vliegtijd
De vliegtijd is van juni tot en met augustus.

## Verspreiding en leefgebied
Het tijmblauwtje komt in Centraal-Europa, op droge schrale graslanden voor, maar ook in Noord-Azië.
In Groot-Brittannië stierf deze vlinder in 1979 volledig uit, voornamelijk omdat er geen plaatsen meer waren waar hij kon gedijen: zonnige graslanden waar het gras kort (minder dan 2 cm) wordt gehouden. Door veranderingen in de landbouw en de myxomatose onder konijnen bleven te weinig plaatsen over waar het gras kort genoeg bleef. Vanaf 1983 is het tijmblauwtje met succes opnieuw in Groot-Brittannië uitgezet.

## Synoniemen
- Papilio telegone Bergsträsser, 1779
- Papilio varietas Bergsträsser, 1779
- Lycaena arthurus Melvill, 1873
- Lycaena arion var. obscura Christ, 1880
- Lycaena arion aglaophon Fruhstorfer, 1915
- Lycaena arion eutyphron Fruhstorfer, 1915
- Lycaena arion nepete Fruhstorfer, 1915
- Lycaena arion sosinomus Fruhstorfer, 1915
- Lycaena arion tainaron Fruhstorfer, 1915

## Ondersoorten
- Maculinea arion arion
- Maculinea arion arcina (Fruhstorfer, 1910)
- Maculinea arion buholzeri Rezbanyai, 1978
- Maculinea arion delphinatus (Fruhstorfer, 1910)
- Maculinea arion inferna Sibatani, Saigusa & Hirowatari, 1994
- Maculinea arion insubrica (Vorbrodt, 1912)
- Maculinea arion laranda (Fruhstorfer, 1910)
- Maculinea arion naruena (Courvoisier, 1911)
- Maculinea arion xiaheana (Murayama, 1991)
- Maculinea arion zara Jachontov, 1935